# 避暑地

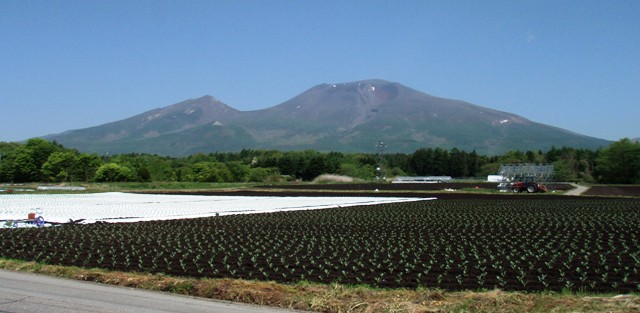
避暑地の代名詞・軽井沢

避暑地（ひしょち、英 : Hill station）は、避暑のために訪れる土地。
夏でも冷涼かつ、熱帯夜が発生しにくい気候であることが求められるため、標高の高い、または緯度の高い寒冷地が選ばれることが多い。
住宅地化、都市化の波に呑み込まれた地域もあるが、別荘や宿泊施設が建ち並ぶリゾート型の避暑地も多い。
日本を代表する避暑地として、軽井沢や箱根などが知られている。

## 概要
避暑地は、歴史的にアメリカやアジア、アフリカなどにおける高温多湿な地域の近郊に需要があり、年間を通して基本的に冷涼な地域が多かったヨーロッパでは、避暑という概念が必ずしも一般的ではなかった。言い換えれば、ヨーロッパ人が高温多湿な地域にかつて入植などで移り住んだ際、夏でもヨーロッパのように涼しく過ごせるような土地を開拓していったのが、避暑地の起源である。
逆の意味として「避寒地」があり、欧州のリヴィエラやアメリカのマイアミなどがこれにあたる。名称自体は日本では一般的ではないものの、年始・年末に多くの日本人が訪れるハワイやサイパンなどもこれにあたる。
地球温暖化は無論避暑地にも影響を与えるが、高温多湿な地域に比べると依然として格段に冷涼なため（地域間の気温差は変化していない）、その意味で避暑地としての体裁は保たれている。また、避暑地の多くは冷涼なため近年でも真夏日が少なく、猛暑日や熱帯夜になることは極めて稀である。避暑地が猛暑に見舞われた場合には、避暑地以外の地域はより一層酷暑となっている可能性が高い。
なお、”避暑地”というイメージが先行して、「実際は思ったほど涼しくない」といった意見や、さらにそれを前述の地球温暖化に結びつけてしまうようなバイアスも見られるが、たとえ避暑地として国内で最も涼しいエリア（北海道道東や標高1500m以上の地域など）においても、盛夏には平均最高気温が20℃を上回るため、日差しが当たると場合によっては汗ばむほどの体感となる。地球温暖化が問題となる以前の古い文献に「高原の日中はなかなか暑い」（1932年）といった記述も見られている。

## 日本における避暑地
日本では、明治時代に欧米人の商人・宣教師・教師が外国人避暑地を日本国内に造ったのが始まりである。
これは当時の教師、宣教師などの一般が、欧米との為替不均衡により、わが国の感覚から見れば、いずれも破格の収入を得ていた「富裕層」であったためと考えられている。
最初期の避暑地は、1870年代から1880年代にかけて日本各地で誕生した。その時期が各地で概ね一致している理由として、鉄道建設の発展が一般的に挙げられるが、しかし依然として各地への到達は容易ではなく、また鉄道の開通していない地域でも避暑地の開拓は行われている。
開拓された地域は、土地の特性にある程度の共通項が見られ、大まかに有名温泉地型、海浜型、高原型（山岳や湖畔を含む）に分類することができる。これらの避暑地は、1、2か月の長期滞在型別荘地であることが多く、非日常的な旅行（観光）というよりも酷暑から逃れるという必然性から生まれた日常生活の延長としての面が大きかったが、例外として、日本的な観光資源が豊富で江戸時代以前から観光地・景勝地・保養地として有名であった日光、箱根、鎌倉などといった避暑地では、訪日旅行者を含めた外国人観光客からも人気を博し、短期滞在者も多かった。
本国から離れ、日本各地へ散らばって生活をしている外国人にとって、外国人避暑地は通信・交通が現在より不便だった時代、年1回集まって情報交換をするための重要な地区でもあった。東アジアの熱帯・亜熱帯地域からも日本の外国人避暑地に訪れる者が見られた。昭和初期にかけて、外国人避暑地は全盛期を迎え、各地で外国人向けの宿泊施設や娯楽施設が充実していき、高級リゾートホテル（クラシックホテル）も誕生した。
避暑概念は大正頃から次第に日本人の富裕層にも広がった。元来日本人からの人気がなかった高原は、外国人がその西洋的な魅力を見出して以降、避暑を主目的にしながらも西洋式生活の模倣の舞台となり、テニス、ゴルフ、乗馬、サイクリングといった西洋から輸入されたばかりのスポーツ、外国人との各種パーティーなど西洋式生活が上流階級を中心に積極的に行われていた。この傾向は軽井沢で顕著に見られたが、六甲山、中禅寺湖など軽井沢以外の地域においても当時のハイカラな流行として西洋式リゾートライフが展開された。この様相は堀辰雄をはじめとする当時の（主に軽井沢に滞在していた）作家たちにしばしば取り上げられ、大衆の間にも「避暑地」の特徴的なイメージとして認知された。
一方で有名温泉地は、外国人が避暑地とする以前から日本人にとって保養地としての役割を担っていたため、高原避暑型の西洋式生活を取り入れようというスタイルとは違い、日本古来の伝統である湯治をしながら豊かな自然を相手に風流に過ごす純日本的なものであった。ここでは、宿泊に既存の旅籠や旅館が長らく使用されたことで別荘開発は遅れ、高原避暑型でみられたホテルなどでのパーティーを中心とした交流や、軽井沢のようなコミュニティ施設・組織は、雲仙など一部を除いて基本的には存在しなかった。海浜は、そもそも高原避暑型に比べると外国人の割合が小さく、加えて海水浴や日光浴を目的とした大衆も集いはじめたため、次第に大衆色が強まっていった。また避寒にも適する温暖な気候と、比較的東京から近距離にある地域が多かったため、定住利用も見られるようになった。
第二次世界大戦が始まると、避暑客の大半を占めていた英・米人（連合国民）が敵国人となり、本国へ帰還したことから、彼らの外国人別荘は売却された。大戦末期には、箱根や軽井沢、山中湖などの一部避暑地が各国大使館や一般外国人の疎開先となり、これらの地域は日本本土空襲の被害に遭うことがなかった。
戦後になると、通信手段や交通手段（特に空路）、空調機器の飛躍的な発達や在留外国人を取り巻く環境（社会的地位・金銭的待遇等）の変化などから、外国人コミュニティが国内の特定の地域に集まってバカンスを楽しむことは少なくなり、外国人避暑地の趣は各地で次第に影を潜めていった。ノンフィクション作家の山口由美によれば、箱根、日光、軽井沢といったリゾート地から外国人の常連客の姿が見られなくなったのは1970年代に入ってからで、意外なことに戦争の前後を通じて、ずっと同じような夏が続いていたという。
平成に入ってからも後述の日本三大外国人避暑地や中禅寺湖などの一部では未だに外国人コミュニティが夏に集う様子が確認されているが、それ以外の地域ではもはやほとんど見られず、規模は明らかに縮小傾向になっていたが、2010年代になるとインバウンドブームで観光目的ではあるが外国人観光客や外国人スキー客がニセコや白馬村などの特定の地域に長期滞在するようになり、そうした外国人向けの別荘も建ちはじめ、これらの地域がかつての外国人避暑地に似た「外国人支配のリゾートタウン」と化す状況が見られるようになっている。
なお、西洋風別荘にテニスやパーティーといった、軽井沢をはじめとする戦前の外国人避暑地に見られた西洋式生活のイメージは、「避暑地」「別荘地」の土地イメージとして未だに根強く残っており、小説やテレビドラマ、映画などではしばしば古典的に描写される。
現在では空調機器の発達から長期的な避暑を行うことはまれである。別荘を所有することなく、短期の宿泊で避暑を行う者も増え、ホテル・旅館・コテージ・温泉などの宿泊施設がそれらの避暑客に対応している。特に夏季に酷暑が長期間となることが多い太平洋ベルト地帯の大都市住民の需要が大きく、主だった商業的避暑地は三大都市圏の近辺に多い。中央高地の山梨県・長野県・岐阜県に著名な避暑地が見られる。なお交通機関の発達により海外旅行が一般化したことで、海外の避暑地を訪れる者も珍しくなくなっている。
また令和になって以降　台湾、香港などから釧路市、鶴居村が訪問滞在先として人気となっている。
（外国人避暑地であった地域を太字で示す）
- 北海道：釧路、阿寒
- 青森県：十和田湖、酸ヶ湯
- 秋田県：田沢湖
- 岩手県：八幡平
- 宮城県：蔵王町
- 福島県：磐梯高原、会津高原、いわき市
- 栃木県：那須高原、日光（奥日光・中禅寺湖）
- 群馬県：草津、伊香保、嬬恋
- 埼玉県：秩父郡
- 千葉県：銚子市、勝浦市
- 新潟県：越後湯沢、苗場
- 東京都︰高尾山
- 神奈川県：箱根、湘南地域（大磯・葉山・逗子・鎌倉等）
- 山梨県：富士五湖、清里高原（八ヶ岳山麓）
- 静岡県：御殿場
- 長野県：白馬村、軽井沢、野辺山・蓼科高原（八ヶ岳山麓）、安曇野、上高地、志賀高原、開田高原
- 岐阜県：奥飛騨温泉郷、根の上高原
- 兵庫県：六甲山
- 和歌山県：高野山
- 鳥取県︰大山
- 大分県 : 別府
- 熊本県︰阿蘇地方・阿蘇山
- 長崎県 : 雲仙

### 日本三大外国人避暑地
外国人より「山の軽井沢、湖の野尻湖、海の高山」と称され、これらは「日本三大外国人避暑地」とされる。
なかでも軽井沢は、鉄道の開通によるアクセスの良さや土地開発による良好なリゾート環境などから、戦前まで毎夏1000-2000名程度の外国人が避暑に訪れていた（外国人別荘はおよそ300戸を数えた）、日本で最も規模の大きな外国人避暑地であった。
なお、先に触れた日光、鎌倉、箱根、雲仙といった避暑地については、外国人滞在者数こそ非常に多かったものの、日本三大外国人避暑地には含まれていない。
七ヶ浜町の高山国際村は純粋に外国人のみが居住する避暑地であり、野尻湖の神山国際村は日本人との雑居状態が見られる。どちらも一帯が私有地の立入禁止区域であり一般には公開されていないため（ゲーテッドコミュニティ）、世間からの認知度は低いが、外国人避暑地としての趣は未だに色濃く残っているとされる。
一方で軽井沢は、当時の外国人からの知名度に加えて日本人にもオープンな土地柄であったことから、著名人の来訪も相まって一大リゾート地へと発展していった。避暑地としての全国的な知名度は未だ確固たるものとしており、避暑外国人が集う様子も戦前に比べて人数は圧倒的に減少したものの未だ確認されている。
なお野尻湖の神山国際村は、軽井沢の大規模なリゾート地化（特に物価の上昇）を好まなかった軽井沢の一部宣教師たちが、新たな避暑地を開拓しようとして生まれたコミュニティである。
| 現称       | 観光地名       | 所在地                 | 開発開始年         | 開発者     | 利用制限     |
| ---------- | -------------- | ---------------------- | ------------------ | ---------- | ------------ |
| 旧軽井沢   | 軽井沢         | 長野県北佐久郡軽井沢町 | 1888年（明治21年） | カナダ人   | 日本人に開放 |
| 高山国際村 | 日本三景・松島 | 宮城県宮城郡七ヶ浜町   | 1889年（明治22年） | アメリカ人 | 外国人所有制 |
| 神山国際村 | 野尻湖         | 長野県上水内郡信濃町   | 1920年（大正9年）  | カナダ人   | 外国人会員制 |

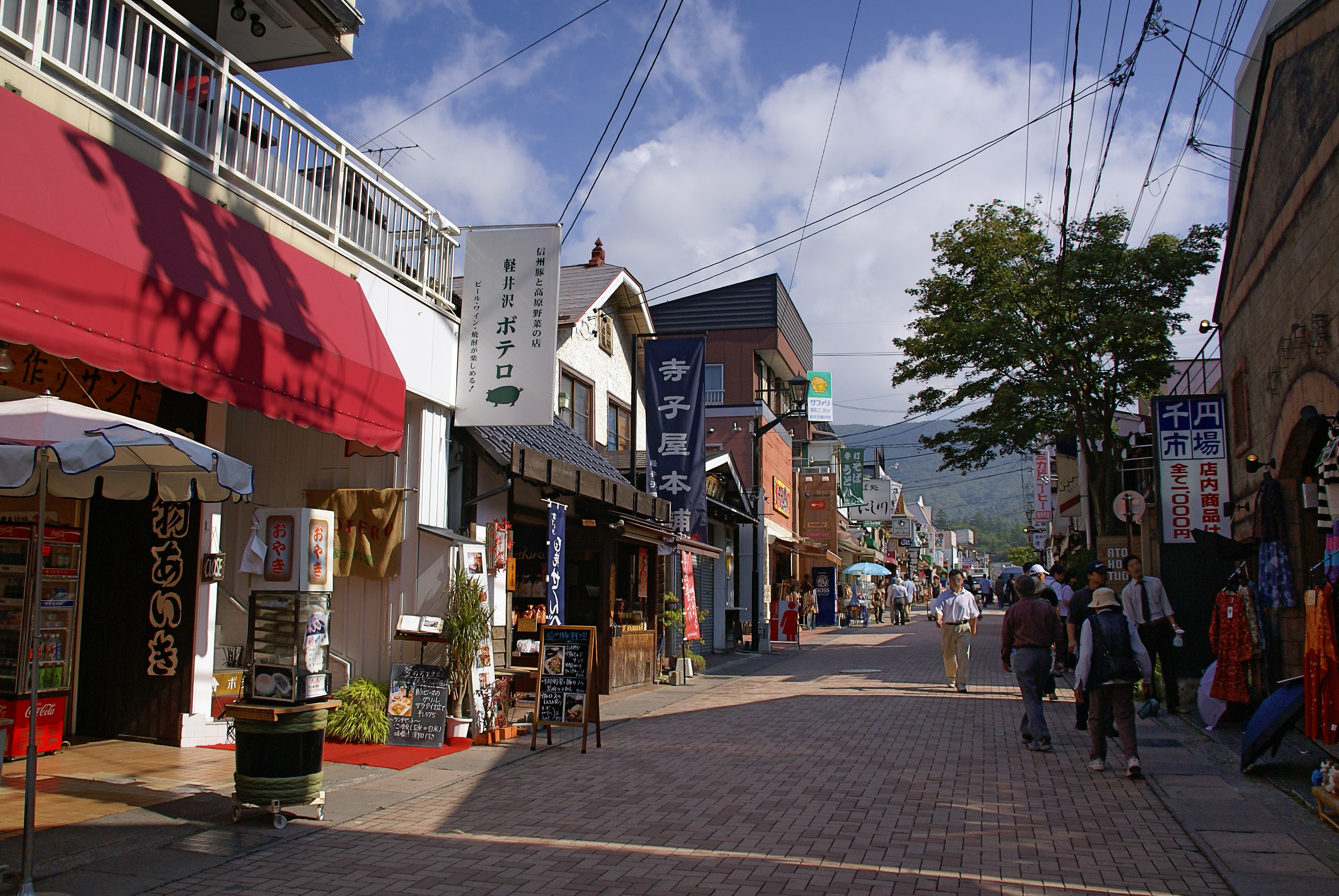
旧軽井沢メインストリート
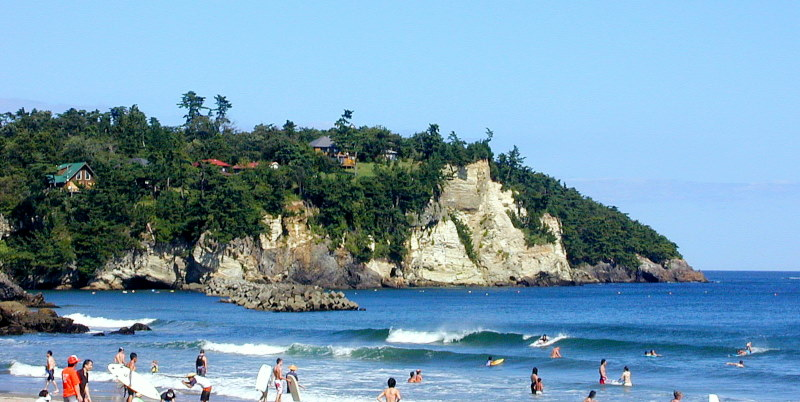
小豆浜サーフスポットから見た高山外国人避暑地の戸谷場地区
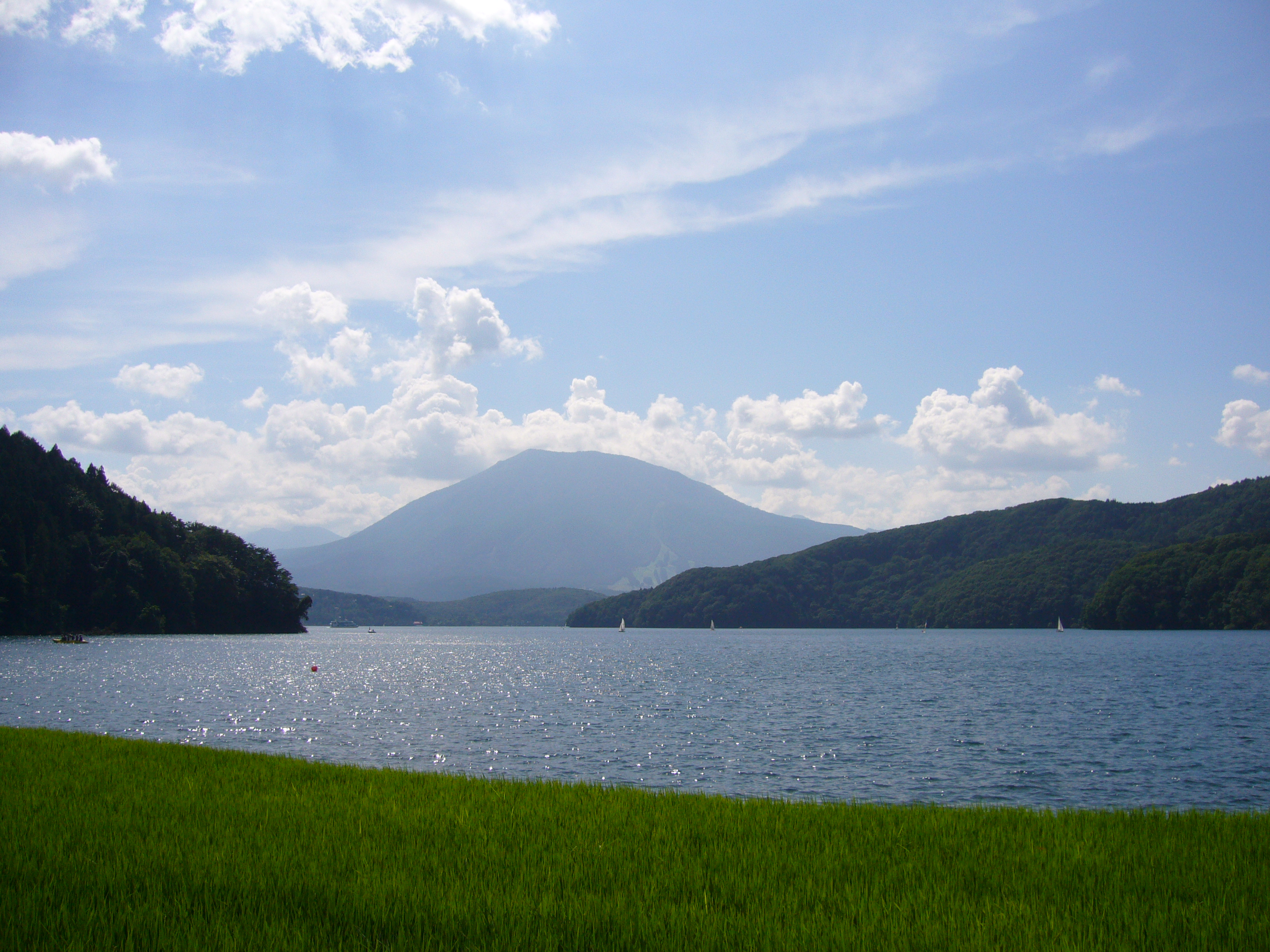
野尻湖（写真中央の山は黒姫山）

## 南アジア・東南アジアの避暑地
インドをはじめ南アジアや東南アジアでは3～7月にかけて熱波に見舞われ、最高気温が40℃を超える日は珍しくない。
西欧列強による植民地時代以降に避暑地が設けられたところが多い。

### パキスタン
- ギルギット：イスラマバードの北東約280km、カラコルム山脈中のインダス川沿い・標高約1500mにある都市。ギルギット・バルティスタンの首府であり、シルクロードにおける中継点として古代より栄えた。
- マーラム・ジャバ（英語版）：イスラマバードの北約130km、ヒンドゥークシュ山脈上の標高約2400mに位置する。冬季はスキーリゾートとして利用される。
- アボッターバード：イスラマバードの北北東約50km、標高約1200mの盆地にある都市。
- マリー（英語版）：イスラマバードの北東約30km、ヒマラヤ山麓の稜線上・標高約2200mにある。インド帝国時代に開発。
- ゴーラク・ヒル：カラチの北約220km、キルタル山脈（英語版）上にある標高約1700mの丘。

### インド
主にヒマラヤ山麓と、西ガーツ山脈、東ガーツ山脈に位置しているものが多い。
- レー: インド北端部に位置するラダック最大の都市で、標高は約3500m。長さ2752mの滑走路を持つ空港があり、観光地として21世紀以降旅行者が急増している。
- シュリーナガル：インド北西部のヒマラヤ山麓の盆地・標高約1600mにある都市。ジャンムー・カシミール連邦直轄領の夏の首都 (en:Summer capital) で、夏季は首都機能がジャンムーから移転している。
- グルマルグ（英語版）：シュリーナガルの西約40km、アファルワット山（英語版）北東麓の台地・標高約2700mにある。インドにおけるウィンタースポーツのメッカとしても知られる。
- チャンバー（英語版）：アムリトサルの北東約160km、ヒマラヤ山麓のラヴィ川（英語版）沿い・標高約900mにある。6世紀ごろある町で、寺院や宮殿が点在する。19世紀のインド帝国時代に避暑地としてリゾート開発が行われた。チャンバの西にあるen:Dainkund Peek周辺も避暑地として知られる。
- ダラムシャーラー：アムリトサルの東北東約150km、ヒマラヤ山麓の標高約1300mにある。山側の標高1900m付近には亡命チベット人の居住地であるマクロード・ガンジー（英語版）がある。
- マナーリー（英語版）：チャンディーガルの北北東約170km、ヒマラヤ山麓のクル渓谷（英語版）・標高約2000mにある。シーク教やヒンドゥー教の寺院が点在する。
- シムラー：チャンディーガルの北東約60km、ヒマラヤ山麓の稜線上・標高約2200mにあるヒマーチャル・プラデーシュ州の州都。インド帝国時代は夏の首都とされ、カルカッタ（現コルカタ）及びデリーから首都機能が移転していた。世界遺産としてカールカー＝シムラー鉄道がある。
- マスーリー（英語版）：デリーの北北東約220km、ヒマラヤ山麓の稜線上・標高約2000mにある。
- ランスダウン（英語版）：デリーの北東約200km、ヒマラヤ山麓の稜線上・標高約1700mにある。デリーから最も近いhill stationとなっている。
- バドリーナート：デリーの北東約320km、ヒマラヤ山中の谷間にある標高約3100mにある。ヒンドゥー教の四大聖地（en:Char Dahm）の一つ。
- ネーニータール：デリーの東北東約230km、ヒマラヤ山麓の稜線上・標高約2000mにある。ネーニータール湖（英語版）、ビームタール（英語版）、ノークチヤータール（英語版）などの湖沼が点在している。
- アルモーラー：ネーニータールの北東約30km、標高約1600mにある。かつてのクマーウーン王国（英語版）の首都で、クマーウーンにおける文化的中心地となっている。
- ラーニーケット（英語版）：ネーニータールの北約30km、標高約1800mにある。
- ピトーラーガル（英語版）: デリーの東北東約310km、標高約1600mにある。人口は約5.6万人とクマーウーン最大の町で、長さ1600mの滑走路を持つ空港がある。
- ダージリン：コルカタの北約500km、ヒマラヤ山麓の稜線上・標高約2100mにある。紅茶の産地（ダージリン）としても知られる。世界遺産としてダージリン・ヒマラヤ鉄道がある。
- ガントク：ダージリンの北東約50km、ヒマラヤ山麓の稜線上・標高約1600mにある。シッキム州の州都。
- シロン：インド東部・シロン高原（英語版）にあるメーガーラヤ州の州都。標高約1500m。
- タワーン（英語版）：グワーハーティーの北約160km、ヒマラヤ山麓の稜線上・標高約2900mにある。
- パチマリー（英語版）：ボーパールの南東約130km、サトプラ山脈上にある標高約1050mの高台。
- アルク（英語版）：ヴィシャーカパトナムの北西約80km、東ガーツ山脈上の盆地・標高約900mにある。
- アーブー山：アフマダーバードの北約170kmにある山で、標高約1200mの平頂付近に街が作られている。ジャイナ教及びヒンドゥー教の聖地として寺院が数多く存在している。
- サープターラー（英語版）：ナーシクの北約60km、グジャラート州とマハーラーシュトラ州の境付近標高約900mにある。
- マテラン（英語版）：ムンバイの東約50km、西ガーツ山脈のメサの平頂・標高約800mにある。山頂まではマテラン登山鉄道によって結ばれている。
- ローナーワラー（英語版）：ムンバイとプネーの中間、デカン高原西端の標高約600mの都市。城跡や滝、洞窟が点在する。
- マハーバレーシュワル：プネーの南南西約70km、西ガーツ山脈のメサの平頂・標高約1400mにある。世界遺産のコイナ野生動物自然保護区（英語版）内に位置する。イチゴの産地としても知られる。インド帝国時代はボンベイ管区（英語版）の夏の首都とされ、ボンベイ（現ムンバイ）から首都機能が移転していた。当地から東へ約15kmのパンチガニも避暑地として知られる。
- エルカードゥ（英語版）：セーラムの北東約10km、山の平頂・標高約1400mにある。
- ウダカマンダラム：通称ウーティ。コーヤンブットゥールの北西約50km、ニルギリ山地の頂部付近の盆地・標高約2200mにある。紅茶の産地（ニルギリ）としても知られる。インド帝国時代はマドラス管区の夏の首都とされ、マドラス（現チェンナイ）から首都機能が移転していた。世界遺産としてニルギリ山岳鉄道がある。
- コダイカナル（英語版）：マドゥライの西北西約80km、パラニ・ヒルズ（英語版）の頂部付近・標高約2100mにある。
- ムーンナール（英語版）：コダイカナルの西南西約50km、西ガーツ山脈上の谷・標高約1500mにある。周辺は茶畑が広がる。

### スリランカ
- ヌワラ・エリヤ：コロンボの東約100km、中央高地の山中の平地・標高約1900mにある。紅茶の産地（セイロン(ヌワラエリヤ)）としても知られる。イギリス領セイロン時代に開発。

### ネパール
- ポカラ：ヒマラヤ山麓の盆地にある標高約900mの同国第二の都市。マチャプチャレやアンナプルナの麓となっている。
- ナガルコート：カトマンズの東北東約20km、ヒマラヤ山麓の稜線上・標高約1900mにある。

### ミャンマー
- ピンウールィン：マンダレーの東北東約40km、標高約1070mにある。
- カロー：ネーピードーの北東約100km、標高約1300mにある。イギリス領ビルマ時代に開発。

### マレーシア
- ペナン・ヒル（英語版）：マレー名ブキッ・ベンデラ。ジョージタウンの西にある標高735mの山。海峡植民地時代に開発。麓からはペナン・ヒル鉄道（英語版）によって結ばれており、ジョージタウンを一望できる観光地ともなっている。
- キャメロンハイランド：クアラルンプールの北約150km、標高約1400mにある。紅茶の産地（ボーティー（英語版）キャメロニアン）としても知られる。イギリス植民地時代に開発。
- フレイザーズ・ヒル：クアラルンプールの北約60km、標高約1300mにある。元々はスズ鉱床として開発された場所だが、20世紀前半から避暑地として開発された。
- ゲンティンハイランド：クアラルンプールの北東約30km、標高約1700mにあるカジノリゾート。
- クンダサン：マレーシア最高峰のキナバル山南山麓・標高約1300mにある。

### インドネシア
インドネシアは活火山が多く存在するため、その山麓やカルデラ内に避暑地が造られることが多い。
- ブラスタギ：メダンの南南西約50km、標高約1400mの台地上にある。周辺はトバ火山、シバヤク山、シナブン山などの活火山に囲まれる。
- バンドン：ジャワ島西部に位置する標高約700mのインドネシア第二の都市。バタヴィア（現ジャカルタ）の避暑地としてオランダ海上帝国により開発された。
- プンチャック峠（英語版）：ジャカルタとバンドンの中間に存在するゲデ山北麓の標高1477mの峠。一帯は茶畑が広がる。
- バトゥ：スラバヤの南南西約70km、カウィ山の北東麓・標高約900mにある。
- ディエン高原：スマランの西南西約60km、ディエン火山群（英語版）のカルデラ内・標高約2000mに位置している。
- カリウラン（英語版）：ジョグジャカルタの北北東約20km、ムラピ山の南西麓・標高約900mに位置する。
- ブドゥグル（英語版）：バリ島・デンパサールの北約50km、標高約1300mのブラタン・カルデラ内に位置する。

### タイ
- チェンマイ：タイ北部にある標高約300mの同国第二の都市。13世紀にラーンナーのマンラーイにより新たな都として開発されたもので、避暑地としての側面を持つようになったのは、観光地化以降である。
- カオヤイ自然公園（英語版）：バンコクの北東約120kmにある標高750m程度の台地。ドンパヤーイェン-カオヤイ森林地帯として世界自然遺産に登録されている。

### カンボジア
- ボコール（英語版）：プノンペンの南西約140km、ダムレイ山地（英語版）南端の平頂・標高約1000mにある。フランス領インドシナ時代に開発されたが、第一次インドシナ戦争により放棄され、21世紀に入ってから再整備が行われている。

### ラオス
- ジャール平原：ヴィエンチャンの北北東約170kmにある標高約1100mの平原。世界遺産の巨大石壺群や、ベトナム戦争の激戦地として知られている。

### ベトナム
- ダラット：ホーチミンの東北東約230km、アンナン山脈中の平地・標高約1500mにある。フランス領インドシナ時代に開発。麓からはダラット＝タップチャム鉄道（英語版）により結ばれていたが、ベトナム戦争により破壊された。
- バナ・ヒルズ（英語版）：ダナンの西約20kmにある標高1485mの山。
- タムダオ（英語版）：ハノイの北北西約50km、標高930mの山中に位置する。
- サパ：ハノイの北西約250km、ベトナム最高峰のファンシーパン山の東山麓・標高約1500mにある。

### フィリピン
- バギオ：マニラの北北西約200km、ルソン島の中央山岳地帯の平頂・標高約1400mにある都市。アメリカ植民地時代に開発。
- タガイタイ：マニラの南約60km、タール火山のカルデラ外輪山上・標高約600mにある。